# バンブルビー (映画)
『バンブルビー』（原題: Bumblebee）は、同名のトランスフォーマーのキャラクターをベースとした2018年のアメリカのSFアクション映画。実写版「トランスフォーマー」映画シリーズの第6作目にあたる。スピンオフおよび前日譚として開発されたが、後にフランチャイズのリブートと宣言された。監督はトラヴィス・ナイト、脚本はクリスティーナ・ハドソンが務め、ヘイリー・スタインフェルド、ジョン・シナ、ジョージ・レンデボーグ・Jr、ジョン・オーティスらが出演する。舞台は映画シリーズの第1作である『トランスフォーマー』の出来事から20年前となる1987年のカリフォルニアで、18歳の誕生日を迎えた少女チャーリー・ワトソンが主人公。
2018年12月3日にベルリンでプレミア上映され、2018年12月21日に米国で劇場公開された。全世界で4億6,800万ドルの興行収入を記録し、フランチャイズ作品の中で最も低い興行収入となったが、興行的には成功を収めた。批評家から「シリーズ最高の作品」との評価を受け、アクションシーンやスタインフェルドの演技、1980年代の設定や懐かしさを称賛され、「トランスフォーマー」全作品の中で最高の評価を得た。
本作品の続編として『トランスフォーマー/ビースト覚醒』が、2023年6月9日に公開された。

## ストーリー
惑星サイバトロンではオートボットとディセプティコンが戦争をしていた。劣勢の状況を立て直すため、オプティマスプライムはB-127（=バンブルビー）に地球へ行きオートボットの勢力を立て直すための拠点として守るように命じる。
B-127は米軍が訓練している森に落下し米軍に追われ、坑道入り口で軍と対峙、そこに追手であるディセプティコンの1体ブリッツウィングが現れる。ブリッツウィングの襲撃を受けたB-127は音声機能を失ったが、戦闘機に変身したブリッツウィングのミサイルを使い撃破。トランスフォーマー同士の戦いに巻き込まれた米軍部隊は全滅、隊長であるバーンズは破壊された車の中からトランスフォーマーの爆発を見る。B-127は近くの川辺のキャンプ場まで逃げ、意識が朦朧とする中、VWビートルをスキャンして活動停止する。
遊園地の売店でアルバイトをするチャーリーは18歳の誕生日に、普段、自動車の中古パーツ探しで出入りしているボート修理工場から、誕生日プレゼントとして無料で廃品置き場にあった黄色のフォルクスワーゲン・ビートルを手に入れる。自宅のガレージに入れたところ一部の部品が落下したのでビートルの底部を覗くとロボットの顔が見え、ビートルはロボットに変身した。チャーリーはこのロボットに『バンブルビー』の名を与える。
チャーリーの隣家に住むメモはチャーリーに気がある。そしてある日、意を決してデートに誘いにチャーリーのいるガレージを訪れ、バンブルビーと対面し、チャーリーから「バンブルビーのことは誰にも内緒に」と約束させられる。
セクター7は飛来する2体の非生命体を察知する。バーンズはその2体シャッターとドロップキックと対面する。パウエル博士はシャッターの言う「自分たちディセプティコンは平和維持軍で、戦争犯罪者であるバンブルビーを捕らえに来た」との話を信じセクター7本部の研究所へ連れて行く。
シャッターとドロップキックはセクター7のコンピュータと通信衛星や電話を利用してバンブルビーを探索し、チャーリーの家でコンセントにプローブを突っ込み感電してトランスフォーマー特有の信号を発したバンブルビーを察知する。セクター7はその情報をもとにチャーリーとメモの乗る黄色のフォルクスワーゲンを包囲し、バンブルビーは感電銃で撃たれ意識不明となり捕らえられる。
シャッターとドロップキックは捕らえたバンブルビーを拷問し、オプティマスプライムのホログラム映像を見てオートボットの集合地が地球であると知る。シャッターは、米軍の設備を使用して応援のディセプティコンを呼ぶことをドロップキックに話す。その会話を聞いていたパウエル博士はバーンズにそのことを知らせるもドロップキックのブラストで消滅する。
シャッターとドロップキックはブラストでバンブルビーを射殺し軍のアンテナ施設へ行く。その様子を隠れて見ていたチャーリーとメモは倒れたバンブルビーの蘇生を試み成功、そこにバーンズの率いる部隊が到着、チャーリーを乱暴に扱うバーンズに怒ったバンブルビーは部隊を無力化しチャーリーを連れシャッターとドロップキックを追う。
アンテナ施設でシャッターは送信準備に取り掛かり、ドロップキックはバンブルビーと戦う。バーンズもヘリでシャッターの動きを邪魔しようと試みるもブラストで撃墜されてしまうが、鎖でドロップキックを破壊したバンブルビーがヘリを受け止め地上への激突は免れる。チャーリーは分電盤に取り付けられたディセプコンのエネルギー装置を取り外すべくアンテナタワーに登りこれの取り外しに成功するも、怒ったシャッターが変身した戦闘機の機関砲の射線上に捉えられるが、ヘリを抱えたままのバンブルビーの放つブラストによって助かる。
シャッターはバンブルビーを襲うが、バンブルビーはブラストによってドックの壁を壊し、ドック内に係留されていた大型船がシャッターを押しつぶす。タワー上からその様子を見ていたチャーリーはバンブルビーを助けるべくドックに飛び込む。そしてチャーリーとバンブルビーは岸壁に戻って来る。バーンズは「米軍に追われる。逃げろ」「地球を救ってくれてありがとう」と言って見逃す。
ゴールデン・ゲート・ブリッジの見える丘でチャーリーとバンブルビーは別れる。別れる直前にバンブルビーはカマロをスキャンし変身する。
自宅に帰って来たチャーリーは迎え出た家族に感謝する。運転で追っ手をまいてくれたロン、抜け出す協力をしてくれたオーティス、そしてメモが来る。2人でゴールデン・ゲート・ブリッジの見える丘に行き話をする。メモがそっと手をつなごうとするとチャーリーは「それはまだ早い！」と言う。
そのころ、オプティマスと合流したバンブルビーは、自分を「B-127」と呼ぶオプティマスに、チャーリーから貰ったラジオを通して「私の名前は『バンブルビー』」と応える。

## 登場人物

### 人間
チャーリー・ワトソン
演 - ヘイリー・スタインフェルド / 吹き替え - 土屋太鳳
本作品の主人公でヒロイン。飛込競技の元選手だったが、父親の死がきっかけで引退。現在は遊園地のホットドッグ売りのアルバイトをして働いている。母親達家族となかなか打ち解けられず、廃品屋で回収した部品でシボレー・コルベットC1型を修理して家を出ることを夢見ており、パーツを探している際に、活動停止していたバンブルビーを見つける。彼と接していくうちに、次第に明るさを取り戻していく。
演じたスタインフェルドは本作品の主題歌「Back to Life」も担当している。
ジャック・バーンズ
演 - ジョン・シナ / 吹き替え - 楠大典
「セクター7」に配属されている少佐。演習で仲間とふざけている最中にバンブルビーが墜落してきて、さらに彼を狙ったブリッツウィングとの戦闘に巻き込まれ、仲間から多数の死傷者が出る。初めてのトランスフォーマーたちとの接触で見境なしにバンブルビーを捕まえようとつけ狙う。
ギレルモ・“メモ”・グティエレス
演 - ジョージ・レンデボーグ・Jr / 吹き替え - 志尊淳
チャーリーの近所に住んでいる黒人の青年。アルバイト先はチャーリーの向かいの綿飴屋。チャーリーに気があるも奥手な性格でなかなかアプローチできないでいる。
パウエル博士
演 - ジョン・オーティス / 吹き替え - 後藤敦
「セクター7」に配属されている科学者。同盟を組んだシャッターたちが電話通信を大規模なネットワーク探知機に改良したことで科学力の凄さに心酔していく。
オーティス・ワトソン
演 - ジェイソン・ドラッカー / 吹き替え - 藤原夏海
チャーリーの弟。空手を習っている。姉と違ってロンとも早々に打ち解けている。
サリー・ワトソン
演 - パメラ・アドロン / 吹き替え - 津田真澄
チャーリーとオーティスの母親。夜勤の看護師。能天気で明るい性格だが、チャーリーの訴えを理解しない。
ロン
演 - スティーヴン・シュナイダー / 吹き替え - 河本邦弘
サリーが夫亡き直後から付き合い始めたボーイフレンド。そのためチャーリーからは軽蔑気味だが、彼なりに彼女に心を開いてもらおうと努力している。
ウォーレン将軍
演 - グリン・ターマン / 吹き替え - 玉野井直樹
「セクター7」の当時の長官。バンブルビー捜索の協力を求めてきたシャッターとドロップキックを危険視しながらも、その技術を手にするようバーンズたちに指示する。
ハンク
演 - レン・キャリオー / 吹き替え - 宝亀克寿
廃品屋の店主。チャーリーに誕生日プレゼントとして敷地で燻っていたバンブルビーを譲り渡す。
ティナ
演 - グレイシー・ドジーニー / 吹き替え - 渡辺広子
チャーリーやメモと同い年の少女。裕福な家の子で容姿端麗。貧困層のチャーリーをバカにして嫌味を言ってきたが、夜に彼女たちと仕返しに来たバンブルビーに愛車のBMW・3シリーズを叩き壊されてしまった。
トリップ・サマーズ
演 - リカルド・ホヨス / 吹き替え - 土屋神葉
シーモア・シモンズ
作中ではバーンズにレポートを手渡すセクター7の新人エージェントとして登場し、バーンズに名前を呼ばれるシーンがある。

### トランスフォーマー
今作ではオプティマスをはじめ、前シリーズから登場するキャラクターのデザインが変更され、有機的な風貌と異なり、初代アニメシリーズに酷似した風貌となり、隕石に変形するプロトフォーム（エントリーモード）は登場せず、スキャン前の状態もカラーリングは同じで、カラーが違うマシンをスキャンしても自身のカラーが反映される描写がある。シャッター、ドロップキックといった3種の形態を使い分けるトリプルチェンジャーが登場するが、実写1作目での基本設定時点でトランスフォーマーは元々過去にスキャンしたもののデータを任意に引き出して使用できる能力があるため、やろうと思えば一応複数の形態を使うことは可能とされる。

#### オートボット
バンブルビー
声 - ディラン・オブライエン / 吹き替え - 木村良平
本作品のトランスフォーマーサイドの主人公で、正式名称『B-127』。惑星サイバトロンの激戦から脱出して地球に飛来するが、たまたま軍事演習中のセクター7の特殊部隊のど真ん中に墜落したためにのっけから狙われる羽目になる。飛来直後はセクター7が演習に使っていたジープをスキャンするが、ブリッツウィングとの激戦で音声機能を破壊され身体を損傷したため、近くのキャンプ場にとまっていた黄色いビートルをスキャンして活動停止していた。
その後ハンクの廃品屋に回収されたところをチャーリーに引き取られ、彼女と出会うことになる。ブリッツウィングとの戦いの後遺症で記憶喪失にも陥っていたが、チャーリーのおかげでラジオを介して会話するようになる。
オプティマス・プライム
声 - ピーター・カレン / 吹き替え - 玄田哲章
オートボットのリーダー。戦争が激化したサイバトロンから部下たちを脱出させ、自分は皆が逃げるための時間稼ぎとして独り殿を務めた。その後無事サイバトロンから脱出するも、ディセプティコンたちに付け狙われている。終盤では既に地球に到着しており、フレイトライナーのCOEをスキャンしてバンブルビーを迎えに来ている。
クリフジャンパー
声 - Andrew Morgado / 吹き替え - 中村和正
オートボットの戦士。バンブルビーと同様にサイバトロンから脱出するも、土星の衛星でシャッターとドロップキックに捕まり手酷い尋問を受ける。それでも仲間たちの情報を吐かなかったが、尋問中に運悪くバンブルビーからの通信が入ってしまい彼の居場所を突き止められ、用済みとしてドロップキックに左右真っ二つに両断され殺害された。
アイアンハイド
声 - なし
ラチェット
声 - Dennis Singletary / 吹き替え - 阿部竜一
アーシー
声 - グレイ・グリフィン
ホイルジャック
声 - スティーヴン・ブルーム / 吹き替え - 綿貫竜之介
ブローン
声 - カーク・ベイリ

#### ディセプティコン
ブリッツウィング
声 - デイビット・ソボロブ / 吹き替え - 山岸治雄
ディセプティコンの航空兵でファントムIIに変形する。腕から展開するナルレイとエレクトロンソーブレード、ミサイルなどを武器とする。
本編劇中にてバンブルビーが地球で最初に対決するディセプティコンで、バーンズたちに追われていたバンブルビーに襲い掛かり、彼の発声回路を抉るなどの重傷を負わせるが、一瞬の隙を突かれて腕のミサイルを胸部に突き刺され、そのままブラスターで狙撃され爆死した。
予告公開当時はカラーリングからスタースクリームとされていたが、現地時間の7月20日に開催された「コミコン・インターナショナル・サンディエゴ」にて監督のナイトがブリッツウィングであると明言した。
シャッター
声 - アンジェラ・バセット / 吹き替え - 悠木碧
赤のプリムス・GTXとホーカー・シドレー ハリアーT.2に変形する女性ディセプティコン。腕から展開するブラスターと格闘術を得意とする。残忍だが、状況に応じた臨機応変な行動がとれるなど冷静沈着な性格の持ち主でもある。
オプティマスを狙っており、捕らえたクリフジャンパーを拷問中にバンブルビーが地球にいることを突き止め地球へと飛来する。その際に接触した「セクター7」に対して、自分たちディセプティコンは平和維持軍で、戦争犯罪者であるバンブルビーを捕らえに来たと嘘をついて同盟を結ぶ。
ドロップキック
声 - ジャスティン・セロー / 吹き替え - 濱野大輝
青のAMC・ジャヴェリンとAH-1W スーパーコブラに変形するディセプティコン。腕から展開するブラスターとブレードを武器とする。残忍な性格で、他の惑星の生物に対する差別意識も強い。
シャッターと同じく、オプティマスの情報を知っているバンブルビーを探して地球へ飛来する。「セクター7」接触時にシャッターの提案で協力を仰ぐため彼らに跪いた際は嫌悪感を露わにしていた。
ショックウェーブ
声 - ジョン・ベイリー / 吹き替え - 拝真之介
軍事作戦司令官。初代アニメシリーズに酷似した風貌となり、武器のブラスターも左腕に装備されている。
サウンドウェーブ
声 - ジョン・ベイリー / 吹き替え - 大泊貴揮
情報参謀。初代アニメシリーズに酷似した風貌となり、声も初代アニメシリーズを思わせるエフェクトがかけられている。
ラヴィッジ
声 - ジョン・ベイリー
サウンドウェーブの部下。初代アニメシリーズに酷似した風貌となり、武器も彼の胸部から射出される。
スタースクリーム、サンダークラッカー、スカイワープ
声 - なし
航空兵たち。ショックウェーブの指示でオートボットを攻撃する。ブリッツウィングと同型だが、口などに差異がある。
マーティン・ショートが声優として出演することが発表されている。

## 製作
ナイキの創業者の息子で『KUBO/クボ 二本の弦の秘密』の監督を務めたトラヴィス・ナイトが本作品の監督を務める。主演は『スウィート17モンスター』や『トゥルー・グリット』、『ピッチ・パーフェクト2』などで知られるヘイリー・スタインフェルド。作品の舞台は1980年代のアメリカとなる。全米公開日は当初2018年6月8日を予定していたが、同年12月21日へと変更された。2018年6月5日には、予告編が公開され、2018年7月21日には、日本での公開が2019年春になることが発表された。また、2018年8月3日には、アニメ版『トランスフォーマー』シリーズでバンブルビーの声を担当する木村良平のナレーションから始まる日本版特報が公開され、2018年9月24日には、海外版最新予告編が公開された。さらに、2018年11月16日には、日本での公開日が2019年3月22日に決定したことが発表され、2018年11月20日には日本版の予告が公開された他、2018年12月13日には、新たな予告編が公開された。2018年12月1日に幕張メッセにて行われた「東京コミコン2018」内で行われたスペシャルトークショーで、玄田哲章がオプティマス・プライムの吹き替えを続投することが発表された。新年となる2019年1月1日には、バンブルビーが新年の挨拶をする特別映像が公開され、2019年1月18日には、木村がバンブルビーの日本語版吹き替えを担当することが発表されたほか、2019年2月1日には、土屋太鳳と志尊淳が主役2人の吹き替えを担当することが発表された。また、2019年2月7日には、かねてから『トランスフォーマー』シリーズのファンを公言していた悠木碧がシャッターの吹き替えを、アニメ『トランスフォーマー アドベンチャー』シリーズでサイドスワイプの吹き替えを務めた濱野大輝がドロップキックの吹き替えをそれぞれ担当することが発表された。2019年2月13日には、監督のトラヴィス・ナイトやキャスト・スタッフが本作品について語る特別映像が公開され、2019年2月21日には、日本語吹替版の予告編が公開された。

## 興行成績
アメリカ国内での公開初週の成績は2,165万4,047ドル（約23億円）で3位となった。
日本での公開初週の成績は観客動員数12万人、興行収入1億7,300万円で4位となった。

## Webアニメ
『バンブルビー 初めての地球生活』
YouTubeでパラマウント・ピクチャーズ（日本版）が配信しているFlashアニメ。
- 監督、脚本、絵コンテ、アニメーション製作 - 山本雄三
- キャラクターデザイン、作画設定、背景 - ガしガし
- イラスト原画、仕上げ - 山本周司
- 制作ディレクター - 平井和徳
- バンブルビーの心の声、ナレーション、チャーリーの声 - 木村良平

| 話数 | サブタイトル         | 配信日         |
| ---- | -------------------- | -------------- |
| #1   | 廃品置き場で拾われて | 2019年 3月20日 |
| #2   | 公園で隠れて！       | 4月5日         |
| #3   | クッキング！         | 4月11日        |